# Lycosa tarantula
Espèce
Synonymes
- Aranea tarantula Linnaeus, 1758
- Lycosa tarentula narbonensis Walckenaer, 1806
- Lycosa narbonensis (Walckenaer, 1806)
- Lycosa melanogaster Latreille, 1819
- Lycosa tarantula apuliae Walckenaer, 1837
- Lycosa rubiginosa C. L. Koch, 1838
- Tarentula fasciiventris Thorell, 1873
- Lycosa narbonensis cisalpina Simon, 1937
- Lycosa tarentula carsica Caporiacco, 1949

Lycosa tarantula, appelée en français Tarentule vraie, Lycose de Tarente ou Tarentule des Pouilles, est une espèce d'araignées aranéomorphes de la famille des Lycosidae. Elle vit dans un terrier et on la rencontre dans le sud de l'Europe, autour de la Méditerranée et au Moyen-Orient. Son venin n'est pas dangereux pour l'homme, mais autrefois la légendaire tarentule était censée provoquer le tarentisme, un état de léthargie qui conduisait à la mort et que l'on combattait en dansant la tarentelle.

## Dénominations
- Nom scientifique valide : Lycosa tarantula (Linnaeus, 1758)[2],
- Noms vulgaires (vulgarisation scientifique) recommandés ou typiques en français : Tarentule vraie[3], lycose de Tarente[3], tarentule des Pouilles[3],
- Autres noms vulgaires ou noms vernaculaires (langage courant) pouvant désigner éventuellement d'autres espèces : araignée-loup[3], lycose[3], tarentule[3],[4]. La lycose de Narbonne (Lycosa narbonensis), est considérée depuis 2013 comme étant de la même espèce[5].

Il ne faut pas confondre cette espèce avec les mygales, appelées tarantula en anglais.

## Distribution
Cette espèce se rencontre dans le Sud de la France, en Italie, dans les Balkans et au Proche-Orient,.
Elle affectionne les plaines arides, caillouteuses, avec une végétation rase et éparse. Les garrigues sèches sont son milieu de prédilection, elle est très commune dans la plaine de la Crau.

## Description
Cette araignée peut vivre plusieurs années et atteindre 30 mm environ de corps (céphalothorax et abdomen).

## Éthologie

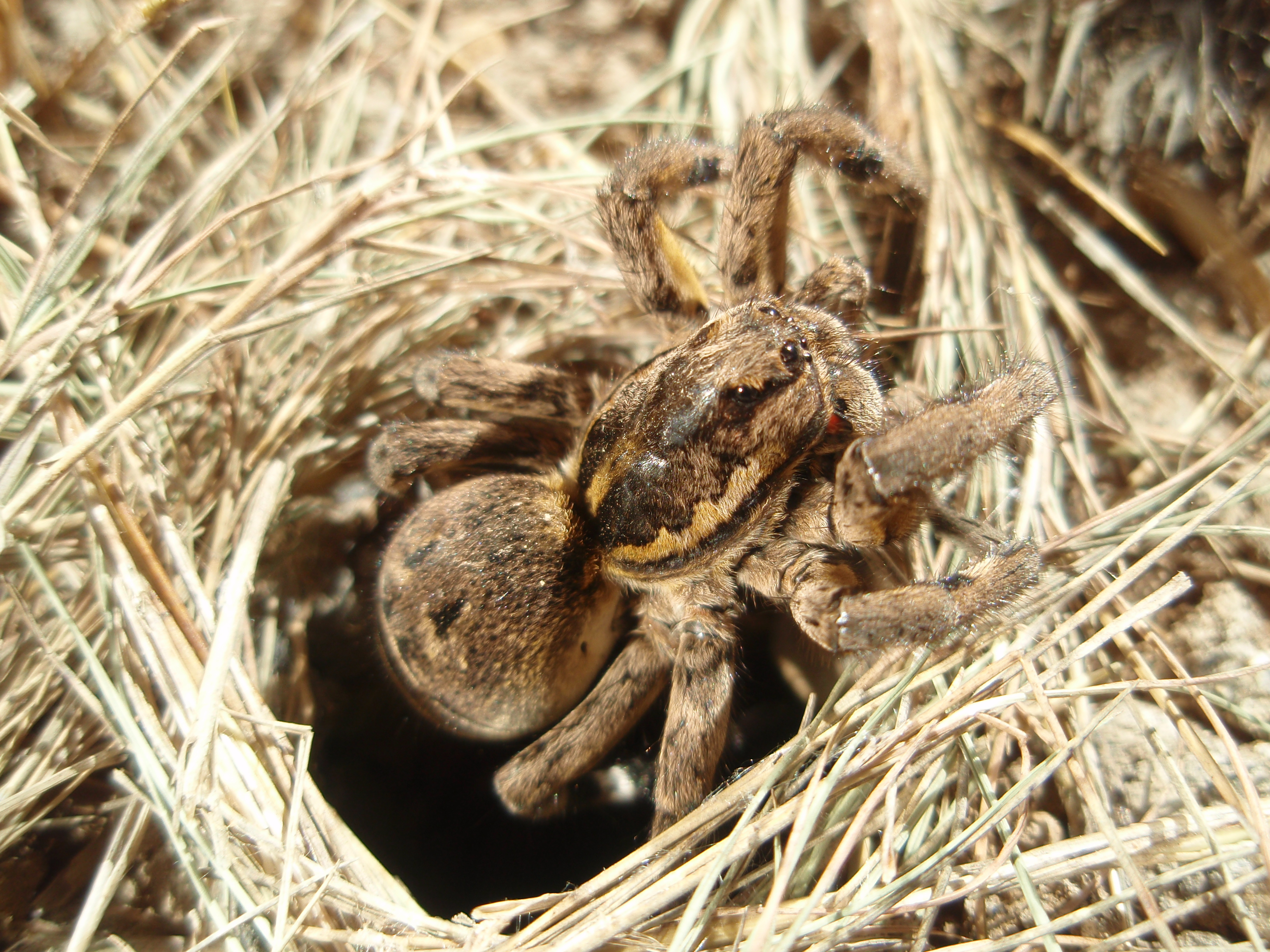
Lycosa tarantula sur le bord de son terrier.

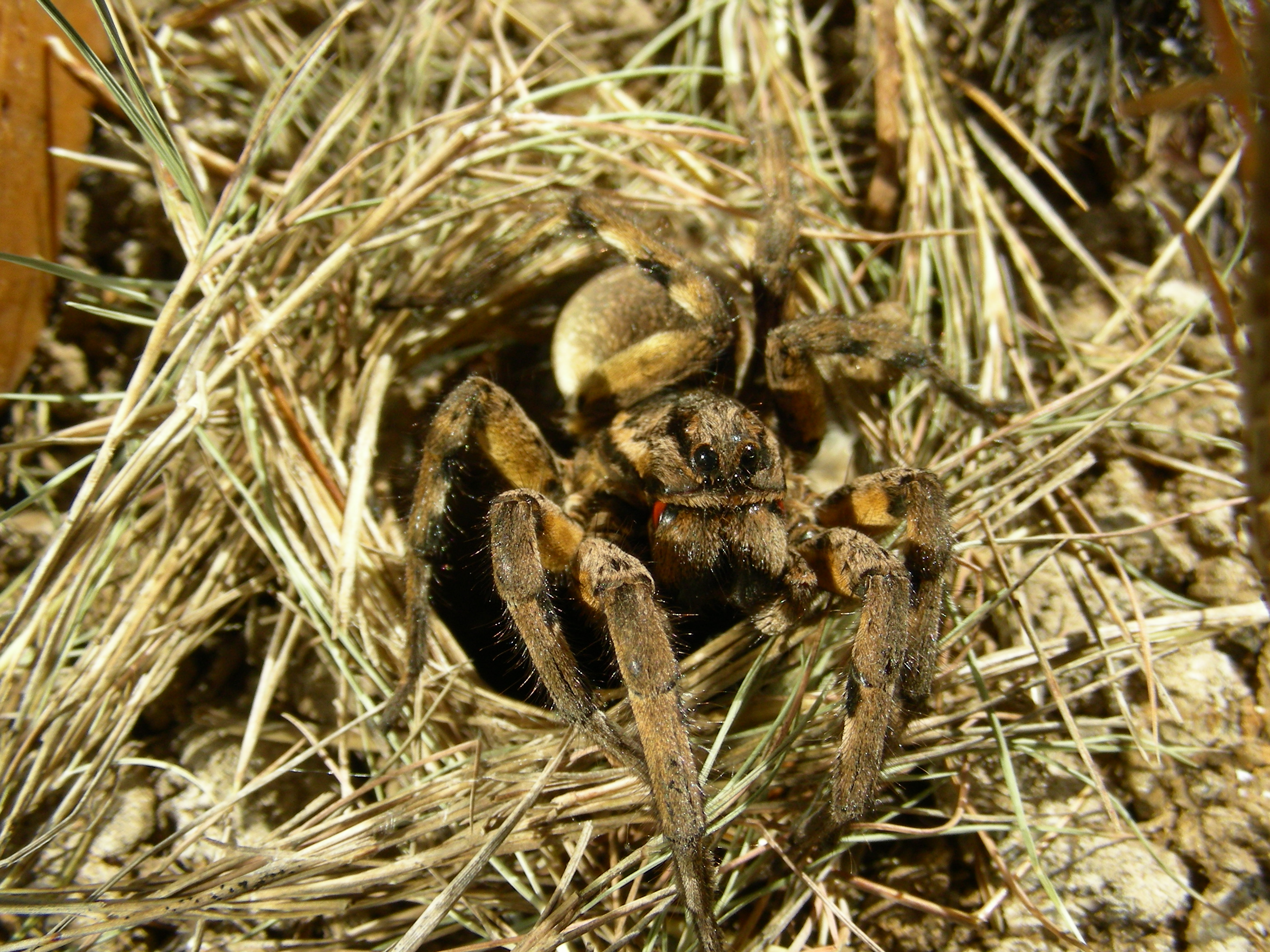
Lycosa tarantula de face avec ses pattes étendues.

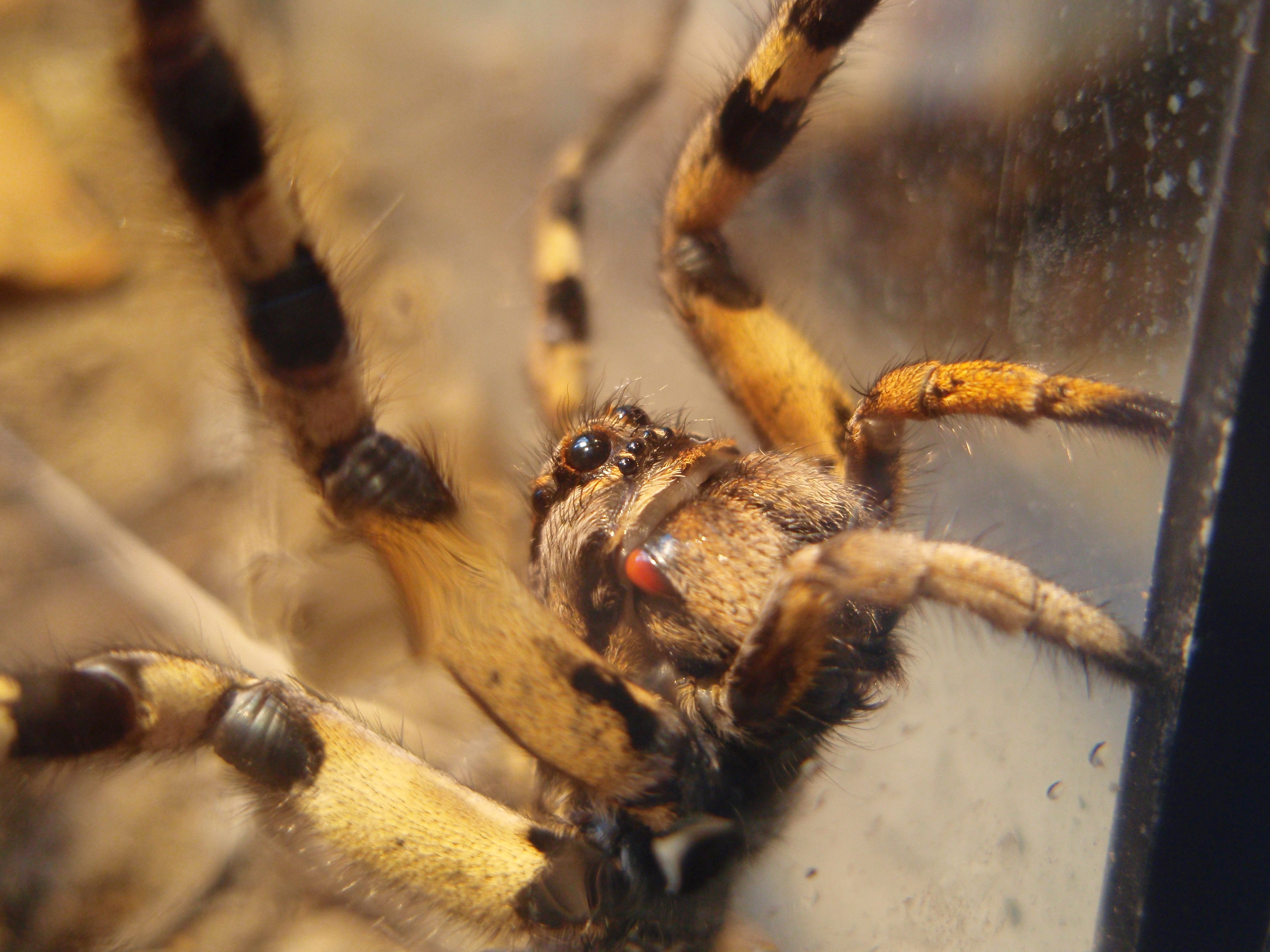
« Dent » rouge sur le bord des chélicères et les taches noires aux articulations des pattes.

Cette araignée vit dans un terrier, qu'elle creuse étant soit subadulte soit déjà adulte. Le terrier se termine à son embouchure par une "margelle" de brindilles, de terre, de débris végétaux et de petits cailloux parfois, agglomérés à l'aide de soie. La nuit tombée, elle sort de son terrier, sans jamais s'en éloigner, à la recherche de proies. En soirée elle se trouve à la sortie du terrier pour se chauffer aux derniers rayons de soleil, et parfois aussi en plein jour, elle se « pose » sur sa margelle pour profiter du soleil.
Le mâle ne vit généralement qu'un an, en été il sort définitivement du terrier qu'il avait creusé étant jeune, à la recherche d'une femelle. La femelle trouvée il s'accouple puis meurt peu de temps après, soit mangé par la femelle ayant besoin de se nourrir ou alors de manière naturelle. La femelle, quant à elle, pond un cocon en fin d'été et les petits éclosent en septembre et restent groupés sur l'abdomen de leur mère, comme chez toutes les Lycoses. Les petits se disperseront au printemps suivant et la mère peut vivre plusieurs années, pondant de nouveau un cocon l'année suivante, sans avoir été nécessairement fécondée. En effet, les araignées femelles ont une spermathèque où elles conservent les spermatozoïdes du mâle qui les a fécondées. Ainsi s'il leur reste des spermatozoïdes après avoir pondu un cocon, un autre pourra être fécondé par ce sperme plus tard.

## Classification

### Liste des sous-espèces
Selon World Spider Catalog (3 février 2018) et Catalogue of Life (3 février 2018) :
- sous-espèce Lycosa tarantula carsica Caporiacco, 1949
- sous-espèce Lycosa tarantula cisalpina Simon, 1937

### Systématique et taxinomie
Planas, Fernández-Montraveta et Ribera en 2013 ont démontré la synonymie de Lycosa narbonensis avec Lycosa tarantula et l'existence d'un groupe d'espèces avec Lycosa hispanica et Lycosa bedeli.

### Publications originales
- Linnaeus, 1758 : Systema naturae per regna tria naturae, secundum classes, ordines, genera, species, cum characteribus, differentiis, synonymis, locis, ed. 10 (texte intégral).
- Simon, 1937 : Les arachnides de France. Tome VI. Synopsis générale et catalogue des espèces françaises de l'ordre des Araneae; 5e et dernière partie, vol. 6, p. 979-1298.
- Caporiacco, 1949 : Aracnidi della Venezia Giulia. Atti del Museo Civico di Storia Naturale di Trieste, vol. 17, p. 137-151.

## Lycosa tarantulaet l'humain
Cette espèce est la légendaire tarentule, du nom de la ville italienne de Tarente. Elle était autrefois censée provoquer le tarentisme, un état de léthargie qui conduisait à la mort et que l'on combattait en dansant la tarentelle. On sait maintenant que la croyance n'est pas avérée et que son venin n'est pas dangereux pour l'humain.